# DMSP Block 2 F3
DMSP Block 2 F3 – amerykański wojskowy satelita meteorologiczny; jeden z trzech satelitów należących do serii Block 2 programu Defense Meteorological Satellite.

## Budowa
Satelita zachował wymiary zewnętrzne statków serii Block 1, na których bazował. Główną różnicą w porównaniu do starszych satelitów była nowa konstrukcja radiometru pracującego w podczerwonej części spektrum elektromagnetycznego.

## Misja
Misja rozpoczęła się 31 marca 1966 roku, kiedy rakieta Thor Burner 1 wyniosła z kosmodromu Vandenberg Air Force Base na niską orbitę okołobiegunową drugiego satelitę z serii DMSP 2. Po znalezieniu się na orbicie satelita otrzymał oznaczenie COSPAR 1966-026A. Głównym zadaniem satelity było fotografowanie pokrywy chmur na potrzeby sporządzania prognoz pogody dla amerykańskich sił zbrojnych .
Satelita pozostaje na orbicie, której żywotność szacuje się na około 80 lat.